# Asmaa Rhlalou
Asmaa Rhlalou (en arabe : اسماء غلالو), née en 1969, est une journaliste, et femme politique marocaine membre du RNI. Elle est maire de Rabat de septembre 2021 jusqu'à sa démission en février 2024.

## Biographie

### Études et carrière de journaliste
En 2006, Asmaa Rhlalou obtient un doctorat en économie et en droit privé au sein de l'université de Perpignan,,. Sa thèse, réalisée sous la direction de François Paul Blanc, s'intitule L'investissement dans les économies émergentes : l’expérience des guichets uniques cas du Maroc, de l'Algérie et de la Tunisie.  
Journaliste de profession, elle est rédactrice au sein du service économique du journal L'Opinion. Elle est aussi pendant deux ans correspondante de la chaîne de télévision MBC.

### Carrière politique

#### Parlement
Elle est élue députée dans la liste nationale, lors des élections législatives marocaines de 2016, pour le Rassemblement national des indépendants.  Au sein du parlement, elle est élue secrétaire du bureau de la Chambre des représentants et elle est membre de la Commission des finances et du développement économique. 

#### Mairie de Rabat
En septembre 2021, elle est élue maire de Rabat face au candidat Hassan Lachgar, le fils du secrétaire général de l’USFP Driss Lachgar. A peine élue, elle crée un cas de népotisme en nommant son mari Saâd Benmbarek, avocat du conseil de la ville. 
En 2023, elle et ses adjoints s'offrent quatorze voitures de luxe en dépit de la circulaire adressée par le ministre de l’Intérieur, Abdelouafi Laftit aux walis et gouverneurs, leur rappelant que l'année 2023 intervient dans un contexte économique très difficile, ce qui place les collectivités territoriales devant des défis de rationalisation des dépenses de gestion et d’équipement. 
Le 28 février 2024, notamment critiquée pour sa gestion du budget de la ville et lâchée par sa majorité, elle démissionne de son poste,.